# 泉子墓群
泉子墓群，位于中国甘肃省玉门市，为一个省级文物保护单位，类型为古墓葬。
泉子墓群的历史年代为晋代。